# Кордай
Кордай (каз. Қордай, до 1995 года Георгиевка) — приграничное село в Казахстане. Административный центр Кордайского района Жамбылской области, также административный, экономический, культурный центр и единственный населённый пункт Кордайского сельского округа. Код КАТО — 314830100.
Село расположено на правом берегу реки Чу (Шу), по которой в среднем течении проходит казахско-киргизская граница. На въезде в село расположен пограничный контрольно-пропускной пункт у шоссейного моста на автодороге А-2 через реку Чу, на дороге из Бишкека (около 20 км) в Алма-Ату, а также и из Бишкека в город Шу (Чу) (около 100 км от села Кордай).

## Население
В последние 7 лет наблюдается отток молодёжи в крупные города, такие, как Алма-Ата. В первую очередь это связано с нехваткой рабочих мест.
В 2011 году население села составляло 29 644 человека (18 199 казахов, 8 692 — русских, 2 773 — прочих национальностей).
На начало 2019 года, население села составило 25507 человек (12280 мужчин и 13227 женщин).

## Экономика
Экономика села в Советские времена отличалась бурным ростом промышленности. Были построены несколько перерабатывающих цехов кожи, заводов по изготовлению строительных материалов. Действовали дом быта, молочный завод, хлебзавод, междугородние перевозки, цемзавод, живодноводческие фермы, птицефабрика, промкомбинат, веревочный цех. Каз.сельхоз.строй, общепит, автовокзал.
До 1990 года в селе функционировали кинотеатры. Сейчас в селе активно занимаются сельским хозяйством, пищевой промышленностью, торговлей и транспортными услугами. Имеются несколько птицеводческих ферм, таких как HasanHalal, Кордай корм и т. д. В 2014 годах были открыты множества полезных структур в виде бизнесов, так как в Кордае развито сельскохозяйственные структуры и торговля. В центре села есть базар, названия в честь известного бизнесмена Бауржана. Так в 2015 году открылся супермаркет «Flagman», затем в 2016 году открылся второй супермаркет, которому дали название Шуғыла. Если учитывать на данный момент жителей Кордая и их работу, то большинство работают на государство, так как Кордай — это административный центр района и из за того, что жители Кордая работают на государство, то численность сотрудников в малых и средних предприятиях очень мала.
Есть три частных школы.

## СМИ
В селе имеются несколько интернет и печатных новостных газет, сайтов: «Қордай Шамшырағы», «KordayNewsWeek» и «Вестник предпринимателя и потребителя».

## История
Село Георгиевка было основано в 1892 году казаками-переселенцами. До революции в селе имелась единственная улица, которая называлась Трактовая. Населённый пункт переименован в Кордай в 1995 году по историческому названию местности, которая в свою очередь получила название от имени великого казахского батыра.
В 2016 году был построен военный городок в восточной части села.

## Галерея
| - Дом культуры им. Отеген-батыра в Кордае - Въезд в Кордай |